# The Waif and the Wizard
 (juillet 2025).
Pour plus de détails, voir Fiche technique et Distribution.
The Waif and the Wizard est un film muet britannique de Walter R. Booth sorti en 1901.

## Synopsis
Un magicien utilisant son art pour aider une petite fille malade à la demande de son frère.

## Fiche technique
- Titre original : The Waif and the Wizard (ou : The home made happy)
- Réalisation : Walter R. Booth
- Production Robert W. Paul
- Pays d'origine : Grande-Bretagne
- Date de sortie : Royaume-Uni : septembre 1901
- Format : noir et blanc
- Durée : 1 minute 15 secondes
- Genre : comédie